# Blikanazaur
Blikanazaur (Blikanasaurus cromptoni) – roślinożerny, czworonożny dinozaur z rodziny blikanazaurów (Blikanasauridae).
Znaczenie jego nazwy: jaszczur z góry Blikana
Żył w okresie triasu (ok. 228-210 mln lat temu) na terenach południowej Afryki. 
Długość ciała ok. 3-5 m, masa ok. 450 kg. Jego szczątki znaleziono w Republice Południowej Afryki (w Kraju Przylądkowym).
Wczesny dinozaur, co do którego nie ma pewności, czy zaliczyć go jeszcze do prozauropodów, czy już do zauropodów. Mógł poruszać się na dwóch oraz na czterech kończynach.